# Чемпіонат Сан-Марино з футболу 2004—2005
Чемпіонат Сан-Марино з футболу 2004—2005 — 20-й сезон чемпіонату Сан-Марино з футболу. Чемпіоном став «Доманьяно».
| Чемпіон Сан-Марино 2004—05 |
| -------------------------- |
| «Доманьяно» 4-й титул      |

## Учасники
У чемпіонаті брали участь 15 команд.
| Клуб              | Місто         |
| ----------------- | ------------- |
| Кайлунго          | Борго-Маджоре |
| Космос            | Серравалле    |
| Доманьяно         | Доманьяно     |
| Фаетано           | Фаетано       |
| Монтевіто         | Фйорентіно    |
| Фольгоре/Фальчано | Серравалле    |
| Ювенес-Догана     | Серравалле    |
| Ла Фіоріта        | Монтеджардіно |
| Лібертас          | Борго-Маджоре |
| Мурата            | Сан-Марино    |
| Пеннаросса        | К'єзануова    |
| Сан-Джованні      | Борго-Маджоре |
| Тре Фйорі         | Фйорентіно    |
| Тре Пенне         | Сан-Марино    |
| Віртус            | Аккуавіва     |

## Турнірна таблиця

### Група А
| М | Команда    | І  | В  | Н | П  | МЗ | МП | РМ  | О  | Кваліфікація або пониження в класі |
| - | ---------- | -- | -- | - | -- | -- | -- | --- | -- | ---------------------------------- |
| 1 | Тре Пенне  | 20 | 14 | 2 | 4  | 43 | 23 | +20 | 44 | Кваліфікація у Плей-оф             |
| 2 | Мурата     | 20 | 11 | 6 | 3  | 39 | 23 | +16 | 39 | Кваліфікація у Плей-оф             |
| 3 | Тре Фйорі  | 20 | 10 | 4 | 6  | 38 | 24 | +14 | 34 | Кваліфікація у Плей-оф             |
| 4 | Пеннаросса | 20 | 9  | 7 | 4  | 40 | 26 | +14 | 34 |                                    |
| 5 | Ла Фіоріта | 20 | 6  | 7 | 7  | 27 | 28 | −1  | 25 |                                    |
| 6 | Кайлунго   | 20 | 4  | 5 | 11 | 27 | 42 | −15 | 17 |                                    |
| 7 | Космос     | 20 | 1  | 2 | 17 | 16 | 71 | −55 | 5  |                                    |

Джерела: myscore.ua
Правила класифікації: 
1) очок; 2) очок в очних зустрічах; 3) різниця м'ячів в очних зустрічах; 4) забито м'ячів в очних зустрічах; 5) різниця м'ячів; 6) кіл-ть забитих м'ячів.
(Ч) = Чемпіон; (Пн)/(В) = Понижено в класі/Вибув; (Пв) = Підвищення в класі; (ПП) = Переможець плей-оф; (Н) = Перехід до наступного раунду. 
Застосовується тільки коли сезон ще не закінчений: 
(К) = Кваліфікований до раунду турніру; (КН) = Кваліфікований до турніру, але не до конкретного раунду; (Д) = Дискваліфікований з турніру.

Head-to-Head: used when head-to-head record is used to rank tied teams.

### Група B
| М | Команда           | І  | В  | Н | П  | МЗ | МП | РМ  | О  | Кваліфікація або пониження в класі         |
| - | ----------------- | -- | -- | - | -- | -- | -- | --- | -- | ------------------------------------------ |
| 1 | Лібертас          | 21 | 15 | 3 | 3  | 46 | 22 | +24 | 48 | Кваліфікація у Плей-оф                     |
| 2 | Доманьяно Ч       | 21 | 11 | 7 | 3  | 50 | 25 | +25 | 40 | Кваліфікаційний раунд Кубка УЄФА 2005–2006 |
| 3 | Віртус            | 21 | 11 | 4 | 6  | 37 | 22 | +15 | 37 | Кваліфікація у Плей-оф                     |
| 4 | Фаетано           | 21 | 9  | 6 | 6  | 42 | 27 | +15 | 33 |                                            |
| 5 | Ювенес-Догана     | 21 | 9  | 6 | 6  | 35 | 22 | +13 | 33 |                                            |
| 6 | Фольгоре/Фальчано | 21 | 4  | 6 | 11 | 26 | 40 | −14 | 18 |                                            |
| 7 | Монтевіто         | 21 | 3  | 6 | 12 | 22 | 40 | −18 | 15 |                                            |
| 8 | Сан-Джованні      | 21 | 1  | 1 | 19 | 16 | 69 | −53 | 4  |                                            |

Джерела: myscore.ua
Правила класифікації: 
1) очок; 2) очок в очних зустрічах; 3) різниця м'ячів в очних зустрічах; 4) забито м'ячів в очних зустрічах; 5) різниця м'ячів; 6) кіл-ть забитих м'ячів.
(Ч) = Чемпіон; (Пн)/(В) = Понижено в класі/Вибув; (Пв) = Підвищення в класі; (ПП) = Переможець плей-оф; (Н) = Перехід до наступного раунду. 
Застосовується тільки коли сезон ще не закінчений: 
(К) = Кваліфікований до раунду турніру; (КН) = Кваліфікований до турніру, але не до конкретного раунду; (Д) = Дискваліфікований з турніру.

Head-to-Head: used when head-to-head record is used to rank tied teams.

## Плей-оф
У Плей-оф брали участь 3 найкращі команди кожної групи. Команда, яка програла двічі, вибуває.

### Перший раунд
| 19 квітня 2005 |

| Мурата   | 1-2 (дч) | Віртус                |
| -------- | -------- | --------------------- |
| Агостіні |          | Еверт Дзаволі Бартолі |

|  |

| 19 квітня 2005 |

| Доманьяно                    | 3-2 | Тре Фйорі         |
| ---------------------------- | --- | ----------------- |
| Баччоккі Сімон Селлі Касадей |     | Болліні Токкачелі |

|  |

### Другий раунд
| 23 квітня 2005 |

| Тре Пенне    | 1-1 (пен. 4:5) | Доманьяно   |
| ------------ | -------------- | ----------- |
| ді Гіулі 41' |                | Баччоккі 5' |

|  |

| 23 квітня 2005 |

| Лібертас     | 1-0 (дч) | Віртус |
| ------------ | -------- | ------ |
| Болонья 103' |          |        |

|  |

### Третій раунд
| 28 квітня 2005 |

| Тре Пенне | 1-7 | Мурата                                                                       |
| --------- | --- | ---------------------------------------------------------------------------- |
| Протті    |     | Албані 3', 23' Чеккіні 21', 45' Теодорані 39' (пен.) Белліні ?' (пен.) Раскі |

|  |

| 28 квітня 2005 |

| Віртус                           | 2-0 (дч) | Тре Фйорі |
| -------------------------------- | -------- | --------- |
| Уголіні 113' Андреа Бартолі 115' |          |           |

|  |

### Четвертий раунд
| 29 квітня 2005 |

| Доманьяно                                   | 3-0 (дч) | Лібертас |
| ------------------------------------------- | -------- | -------- |
| Данієль Пагангі 92', 117' Марко Касадей 96' |          |          |

|  |

| 2 травня 2005 |

| Віртус | 0-1 | Мурата     |
| ------ | --- | ---------- |
|        |     | Донаті 10' |

|  |

### Півфінал
| 6 травня 2005 |

| Лібертас      | 1-1 (пен. 2:3) | Мурата      |
| ------------- | -------------- | ----------- |
| Монтанарі 87' |                | Чеккіні 69' |

|  |

### Фінал
| 11 травня 2005 |

| Доманьяно              | 2-1 | Мурата      |
| ---------------------- | --- | ----------- |
| Касадей 51' Фамбрі 74' |     | Чеккіні 57' |

|  |